# American University of Central Asia
Die American University of Central Asia (kurz AUCA) ist eine Universität in der kirgisischen Hauptstadt Bischkek. Die Universität ist ein liberal arts college und bietet durch eine Zusammenarbeit mit dem Bard College als erste Universität in Zentralasien Abschlüsse an, die in den Vereinigten Staaten akzeptiert werden. Vorsitzender der Universität ist Andrew Wachtel.

## Ziele
Das Hauptziel der AUCA ist es, durch akademische Bildung neue Führungspersönlichkeiten für die jungen Staaten Zentralasiens auszubilden. Außerdem sollen Werte wie Freiheit und Gerechtigkeit, sowie die Suche nach der Wahrheit und der kritische Umgang mit Dingen vermittelt werden, um die Entwicklung der Region zu fördern.

## Geschichte
Nachdem 1991 die zentralasiatischen Staaten die Unabhängigkeit erlangen, fand eine rasante Entwicklung in der Region statt, die auch mit einem stärkeren Engagement der USA verbunden war. In diesem Rahmen entstand 1993 die kirgisisch-amerikanische Schule als Teil der staatlichen kirgisischen Nationaluniversität. Die Einrichtung erfreute sich großer Beliebtheit und war unter dem Dach der Nationaluniversität nicht länger tragbar, sodass sie 1997 per Dekret vom Präsidenten zur selbständigen American University in Kyrgyzstan wurde. Weiterhin erfreute sich die Universität internationaler Anerkennung und zog eine sehr internationale Studierendenschaft an. Um den internationalen Anspruch der Universität und ihre Bedeutung für die Region zu betonen, wurde sie 2002 in American University of Central Asia umbenannt. 2008 ging die AUCA eine Kooperationen mit dem amerikanischen Bart College ein. 2011 wurde Institut für zentralasiatische Studien ins Leben gerufen, dass die Beschäftigung mit der Region, in der die Universität beheimatet ist, unterstützen soll.

## Studiengänge
An der AUCA werden Studiengänge in insgesamt 16 Disziplinen angeboten:
- Amerikanistik
- Anthropologie
- Angewandte Mathematik und Informatik
- Business Administration
- Economics
- Umweltmanagement
- Europäische Studien
- Internationales und Wirtschaftsrecht
- Internationale und vergleichende Politik
- Journalismus und Massenkommunikation
- Psychologie
- Soziologie
- Softwaretechnik[7]

Die Studenten müssen sowohl Kurse, die in englischer Sprache gehalten werden, als auch solche, die auf Russisch gegeben werden, besuchen.

### Abschlüsse
An der AUCA könne die Abschlüsse Master of Business Administration, Master in Journalismus, Master in Psychologie, Master in Anthropologie, Master in Jura, Master of Science in Economics und Master in zentralasiatischen Studien erreicht werden.

### Vorbereitungskurse
Die AUCA bietet im Rahmen der New Generation Academy einjährige Vorbereitungskurse auf ein mögliches Studium an der AUCA an. Das Programm dient dazu, grundlegende Kenntnisse für ein Studium, insbesondere der englischen Sprache zu vermitteln.

## Campus

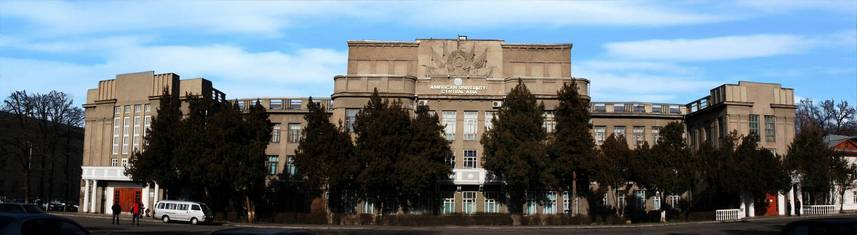
Alter Campus der AUCA im Jahr 2005

Der Bau eines neuen Campus befindet sich aktuell auf der Zielgeraden. Der neue Campus soll eine digitale und zeitgemäße Bildung ermöglichen und den Anspruch der AUCA eine international anerkannte Universität zu sein rechtfertigen. Der Neubau wird von der United States Agency for International Development und der Open Society Foundation des Milliardärs George Soros mitfinanziert. Bislang ist die AUCA in einem Gebäude aus den 1930er-Jahren untergebracht, dass früher Sitz des Zentralkomitees der kommunistischen Partei der kirgisischen SSR war.

### Bibliothek
Die AUCA verfügt über eine Bibliothek mit mehr als 75.000 Büchern, sowie zahlreichen Magazinen, Videos und CDs.